# École d'Arcueil

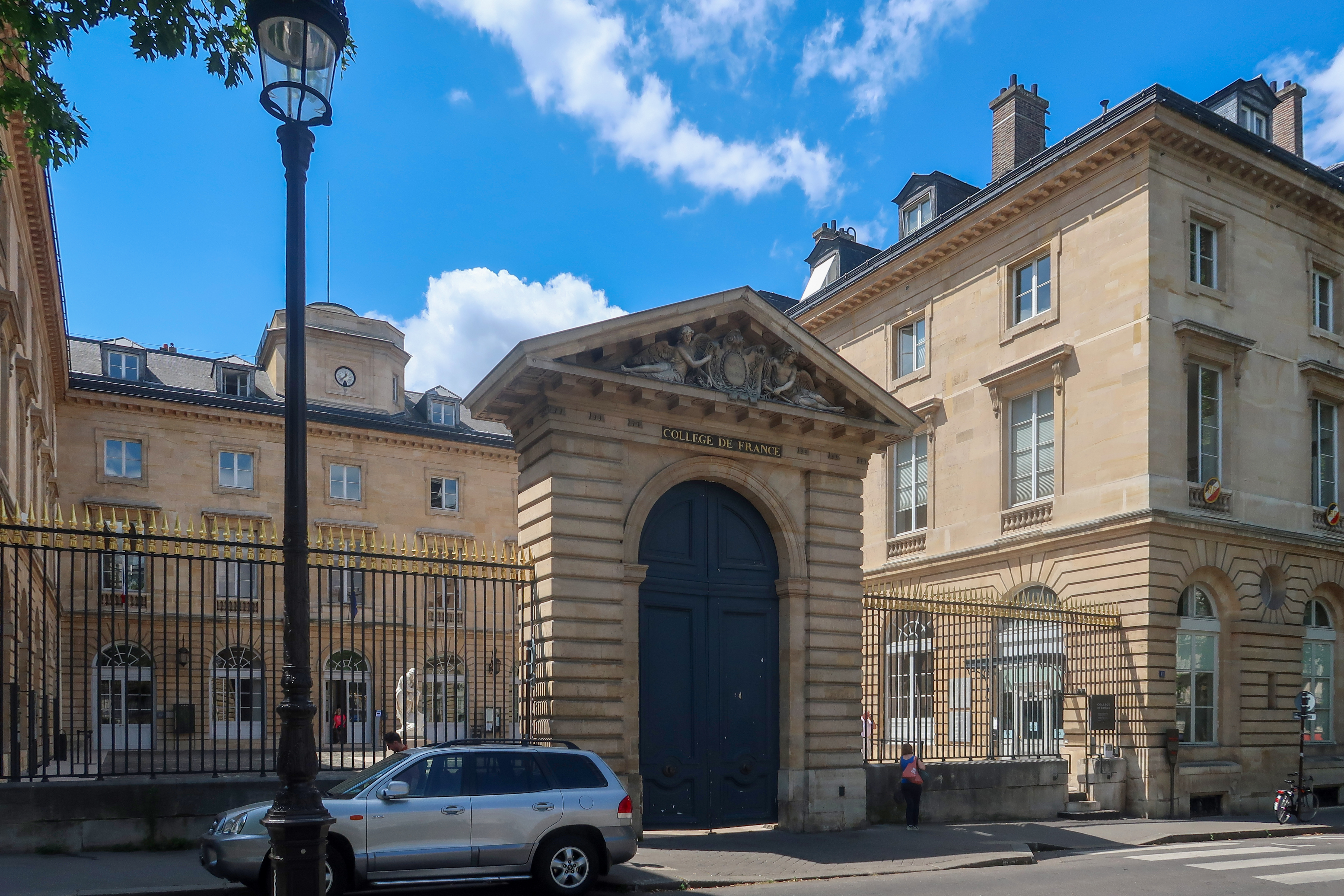
Collège de France, où a eu lieu le premier concert de l'École d'Arcueil

L'École d'Arcueil est un groupe de quatre jeunes compositeurs du nom de la banlieue parisienne où Erik Satie a vécu après 1898. Le principal initiateur de la création du groupe était Darius Milhaud,,. Le 14 juin 1923, Erik Satie annonce la création de l'École d'Arcueil lors d'une conférence-concert au Collège de France. Il a énuméré les noms de quatre compositeurs et les a présentés au public: Henri Cliquet-Pleyel, Roger Désormière, Henri Sauguet et Maxime Jacob.
En plus d'eux, le groupe dès le premier jour de sa fondation comprenait également le baron Jacques Benoist-Méchin. De nombreux historiens de la musique mentionnent également le nom de Robert Caby, qui a rejoint l'école plus tard, après la mort de Satie.

## Origine du nom
Tous les quatre étaient élèves de Charles Koechlin:558, ils avaient été présentés à Erik Satie par Darius Milhaud. Satie habitant à Arcueil, le nom a été adopté lors d'une conférence au Collège de France en juin 1923. Satie considérait ce groupe comme une suite du groupe des Six, composé de Georges Auric, Louis Durey, Arthur Honegger, Darius Milhaud, Francis Poulenc et Germaine Tailleferre.

## Production musicale
Le groupe avait comme objectif de revenir à la pureté harmonique et la simplicité des mélodies, tout en admettant certains apports du jazz.
Parmi les compositions figurent des pièces courtes dont Six Poèmes et Cartes Postales de Maxime Jacob d'après des textes de Jean Cocteau.
Cependant le groupe ne survit pas à la mort d'Erik Satie en 1925. Seul Sauguet prolongera dans son œuvre les idées du groupe.